# Гігрофор дібровний
Мокриця дібровна, гігрофор дібровний (Hygrophorus nemoreus) — гриб родини гігрофорові (Hygrophoraceae).

## Будова
Гігрофор дібровний має помаранчево-червонувату або рудо–оранжеву шапку діаметром до 10 см, найчастіше має форму у молодих плодових тіл випуклу, а у зрілих грибів розпростерто-плоску, виглядає м'ясистою, дещо сухою, ніби тонковолокнистою. З нижньої боку шапки є дещо світліші пластинки, які опускаються аж до ніжки, в них знаходяться спори, за допомогою яких гриб розмножується. Ніжка у гігрофора дібровного заввишки до 8 см, а завширшки — до 1,8 см.
Спостерігається така закономірність: чим плодове тіло старіше, тим м'якоть стає рудішою, до того вона має чітко виразний ніби борошнистий запах.

## Поширення та середовище існування
Зустрічається у листяних та мішаних лісах. У хвойних лісах — відсутній.

## Практичне використання
Гігрофор дібровний — їстівний гриб, який вживається, як правило, свіжим, сушеним, маринованим і соленим.